# NGC 2982

NGC 2982 est un amas ouvert,, situé dans la constellation des Voiles. Il a été découvert par l'astronome écossais James Dunlop en 1826.

NGC 2982 est à environ 2 500 pc (∼8 150 al) du système solaire et les dernières estimations donnent un âge de 214 millions d'années. La taille apparente de l'amas est de 12 minutes d'arc, ce qui, compte tenu de la distance et grâce à un calcul simple, équivaut à une taille réelle d'environ 28 années-lumière. 
Selon la classification des amas ouverts de Robert Trumpler, cet amas renferme moins de 50 étoiles (lettre p) dont la concentration est moyennement faible (III) et dont les magnitudes se répartissent sur un petit intervalle (le chiffre 1).